# Menthus mexicanus
Espèce
Menthus mexicanus est une espèce de pseudoscorpions de la famille des Menthidae.

## Distribution
Cette espèce est endémique du Mexique. Elle se rencontre au Guerrero, en Oaxaca et au Chiapas.

## Description
La femelle holotype mesure 2,7 mm.

## Publication originale
- Hoff, 1945 : New neotropical Diplosphyronida (Chelonethida). American Museum Novitates, no 1288, p. 1-17 (texte intégral).